# غانتز
غانتز هي سلسلة مانغا يابانية من تأليف ورسم هيرويا اوكو. نشرت من قبل شوئيشا في مجلة يونغ جمب الأسبوعية في الفترة من يونيو 2000 حتى يونيو 2013 وتم جمعها في 37 تانكوبون.